# Massari: Road to Success
Massari: Road to success es el DVD del cantante Libanés de Pop/R&B Massari, que documentó su 2006 en Canadá, Alemania, EE. UU., Dubái y muchos países del Medio Oriente.